# Olympische Sommerspiele 2004/Teilnehmer (Demokratische Republik Kongo)
| Gelbes Symbol für Goldmedaillen mit stilisierten Olympischen Ringen | Graues Symbol für Silbermedaillen mit stilisierten Olympischen Ringen | Braundes Symbol für Bronzemedaillen mit stilisierten Olympischen Ringen |
| ------------------------------------------------------------------- | --------------------------------------------------------------------- | ----------------------------------------------------------------------- |
| —                                                                   | —                                                                     | —                                                                       |

Die Demokratische Republik Kongo nahm an den Olympischen Sommerspielen 2004 in der griechischen Hauptstadt Athen mit zwei Sportlern, einer Frau und einem Mann, teil.

## Flaggenträger
Der Leichtathlet Gary Kikaya trug die Flagge der Demokratischen Republik Kongo während der Eröffnungsfeier im Olympiastadion.

## Teilnehmer nach Sportarten

### Leichtathletik
Frauen
- Noelly Mankatu Bibiche

- 800 m

- mit 2:06,23 min (= Platz 6) im sechsten Vorlauf nicht für die Halbfinalläufe qualifiziert

Männer
- Gary Kikaya

- 400 m

- mit 45,57 s (= Platz 4) im dritten Vorlauf für die Halbfinalläufe qualifiziert
- mit 45,58 s (= Platz 6) im ersten Halbfinallauf nicht für das Finale qualifiziert